# Нечаев, Игорь Николаевич
Игорь Николаевич Нечаев — доктор сельскохозяйственных наук (1983), профессор (1985), академик НАН РК.

## Биография
Родился 11 марта 1933 года в Семипалатинске.
С 1956 года после окончания (с отличием) Алма-Атинского зооветеринарного института работал сначала лаборантом в Казахском НИИ животноводства, затем на Бетпакдалинской опытной станции: младший, старший научный сотрудник, заведующий отделом, заместитель директора по науке.
С 1970 года снова в Казахском НИИ животноводства: старший научный сотрудник, заведующий отделом коневодства, заместитель директора по науке.
С 1983 года заместитель председателя Восточного отделения ВАСХНИЛ, с 1990 по 1994 г. — вице-президент Казахской Академии сельскохозяйственных наук. Затем академик-секретарь отделения животноводства и ветеринарии Национального Академического Центра аграрных исследований Республики Казахстан. С 2003 по 2007 г. заведующий сектором коневодства Научно-производственного центра животноводства и ветеринарии, с 2007 года до конца жизни — главный научный сотрудник отдела коневодства Казахского НИИ животноводства и кормопроизводства.
Доктор сельскохозяйственных наук (1983), профессор (1984), академик Казахской академии сельскохозяйственных наук (1991), академик НАН РК (2003). В 1962—1991 гг. член КПСС.
Диссертации:
- Мясная продуктивность лошадей в условиях Бетпак-Далы и методы ее повышения : диссертация … кандидата сельскохозяйственных наук : 06.00.00. — Кзыл-Тау, 1965. — 129 с. : ил.
- Зоотехнические основы технологии табунного мясного коневодства : диссертация … доктора сельскохозяйственных наук : 06.02.04. — Алма-Ата, 1982. — 344 с. : ил.

Разработана технологию табунного мясного коневодства. Под его руководством и при личном участии создана новая мясомолочная порода лошадей — мугоджарская, отличающаяся высокой мясной и молочной продуктивностью (среднесуточный удой кобыл 12-14 литров молока, выход жеребят 85-90 %).
Автор около 200 научных работ, в том числе 6 монографий. Сочинения:
- Мясное коневодство (табунное) [Текст] / И. Н. Нечаев, канд. с.-х. наук. — Алма-Ата : Кайнар, 1975. — 134 с. : ил.; 20 см.
- Коневодство Казахстана / М. Г. Моторико, И. Н. Нечаев, П. А. Федотов. — Алма-Ата : Кайнар, 1986. — 205,[1] с. : ил.; 21 см; ISBN (В пер.) (В пер.) : 1 р. 30 к., 3600 экз.
- Продуктивное коневодство. [Текст] / Ю. Н. Барминцев, В. С. Ковешников, И. Н. Нечаев, Н. В. Анашина. — Москва : Колос, 1980. — 207 с.
- Казахская лошадь: прошлое, настоящее, будущее // И. Нечаев, А. Тореханов, А. Жумагул, Г. Сизонов, Т. Жайтапов, Н. Кикебаев, М. Нурушев. Алматы, 2005. 207 с.
- Зоотехнические основы технологии табунного мясного коневодства // Сб. тр., А-Ата, АЗВИ, 1983. С. 306—341
- Состояние и перспективы разведения адаевской лошади // И. Н. Нечаев. М. Ж. Нурушев / Вестник с-х. науки Каз. А-А, Бастау — 1996, № 6.-103-111 С.

Под его руководством защищено 33 кандидатских и 5 докторских диссертаций.
Лауреат премии им. академика А. И. Бараева (2002). Заслуженный работник Республики Казахстан. Награждён медалями «За доблестный труд. В ознаменование 100-летия со дня рождения В. И. Ленина» (1970), «За трудовые заслуги», «Ветеран труда» (1984), Почётной грамотой Верховного Совета Казахской ССР (1973).
Умер 20 октября 2017 года на 85-м году жизни.